# Szent Mihály és Gábriel arkangyalok fatemplom (Tótháza)
A Szent Mihály és Gábriel arkangyalok fatemplom műemlékké nyilvánított épület Romániában, Kolozs megyében. A romániai műemlékek jegyzékében a  CJ-II-a-B-07583 sorszámon szerepel.